# 스타워즈 시퀄 삼부작
《스타워즈 시퀄 삼부작》(영어: Star Wars sequel trilogy)은 스페이스 오페라 《스타워즈》의 영화 3부작이다.